# Strophurus intermedius
Espèce
Synonymes
- Diplodactylus intermedius Ogilby, 1892

Strophurus intermedius est une espèce de geckos de la famille des Diplodactylidae.

## Répartition
Cette espèce est endémique d'Australie. Elle se rencontre dans le sud-est de l'Australie-Occidentale, en Australie-Méridionale, au Victoria et en Nouvelle-Galles du Sud.

## Publication originale
- Ogilby, 1892 : Descriptions of three new Australian lizards. Records of the Australian Museum, vol. 2, p. 6-11 (texte intégral).